# Sarcophyton
Sarcophyton ist eine Lederkorallengattung aus der Familie Sarcophytidae, die in den Korallenriffen des Indopazifik vorkommt. Es gibt ca. 50 Arten, deren Unterscheidung selbst für Experten sehr schwierig ist.
Sarcophyton-Arten können in Meerwasseraquarien gehalten werden. Oft erreichen sie auch hier Größen von 50 Zentimetern Durchmesser.

## Merkmale
Wie alle Korallen sind es Tierkolonien, die aus vielen Einzelpolypen bestehen. Sarcophyton-Arten haben alle eine mehr oder weniger ausgeprägte Pilzgestalt. Bei einigen Arten ist der Rand gewellt. Oben auf dem Schirm sitzen die Polypen, von denen es zwei Formen gibt. Die Autozoiden können mehr als einen Zentimeter groß sein. Sie haben acht gefiederte Fangarme und können sich vollständig in den Schirm zurückziehen. Dazwischen sitzen winzige zurückgebildete Schlauchpolypen (Siphonozoide), deren Aufgabe es ist, Wasser in den Körper der Kolonie zu pumpen oder abzulassen. Man sieht von ihnen äußerlich nur kleine Erhebungen bzw. Poren auf dem Schim der Koralle. Sarcophyton ähnelt der Lederkorallen-Gattung Lobophytum, die aber ihre lappenförmigen Auswüchse auch in der Mitte des Schirms trägt, nicht nur am Rand.
Wie bei allen Lederkorallen wird auch der Körper von Sarcophyton durch kleine Kalknadeln (Sklerite) gestützt. Der Körper der Tiere ist gelb, weißlich, braun oder grün. Die Polypen haben die gleiche Farbe. Bei einigen Arten sind die Autozoiden weiß. Sarcophyton leben in einer Endosymbiose mit einzelligen, symbiotischen Algen (Zooxanthellen).

## Arten

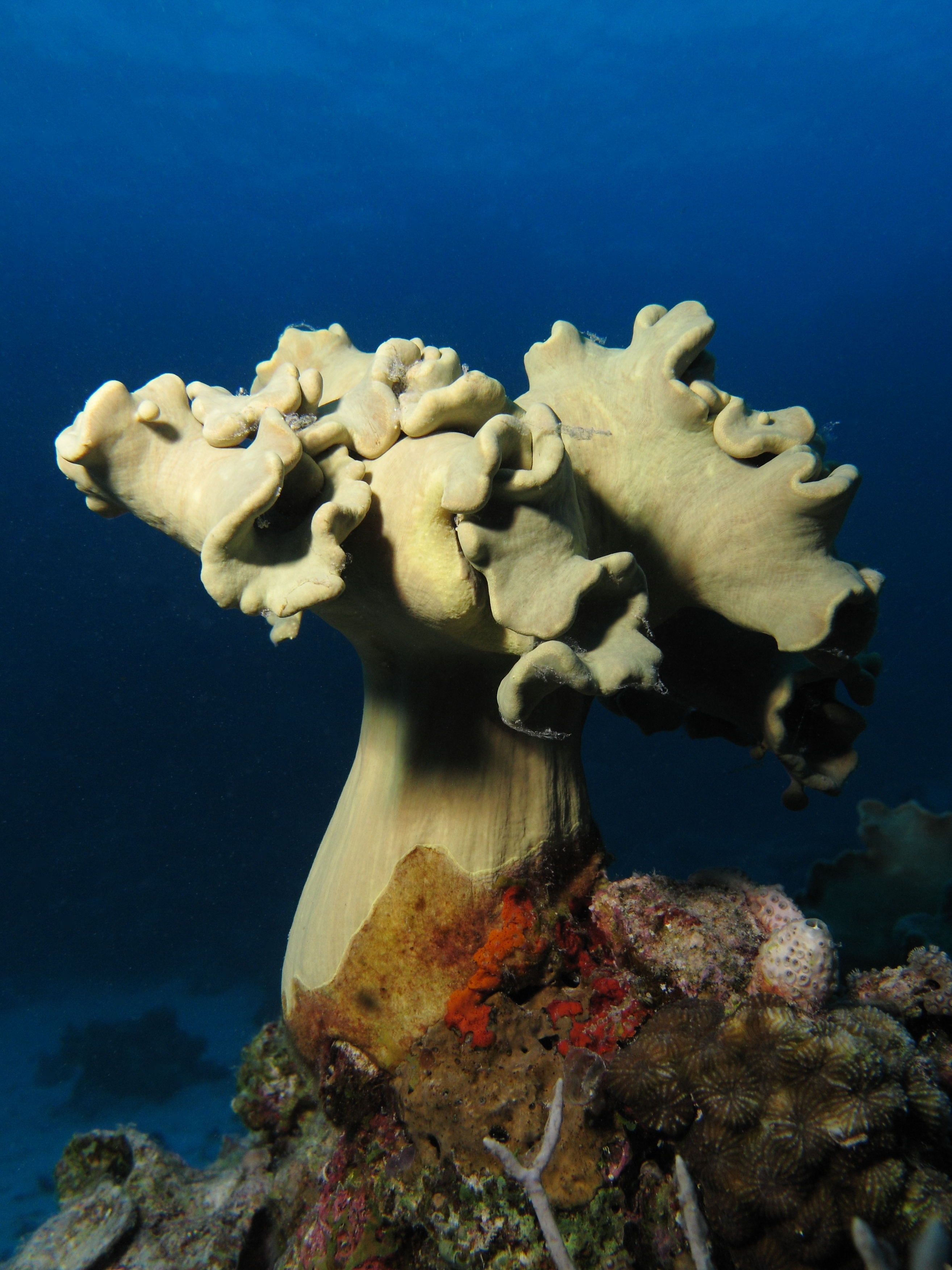
Sarcophyton glaucum im Roten Meer

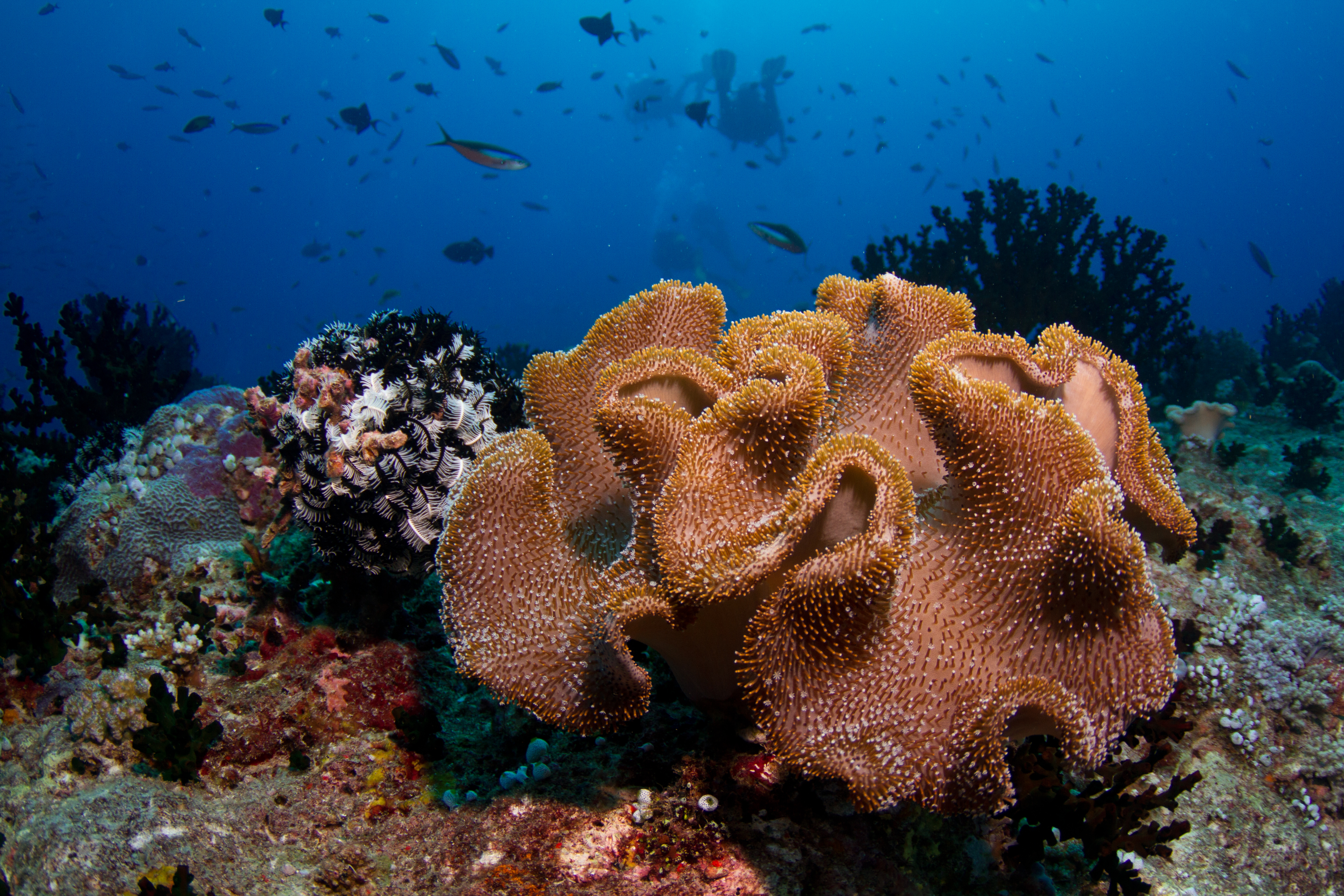
Unbestimmter Sarcophyton bei den Malediven

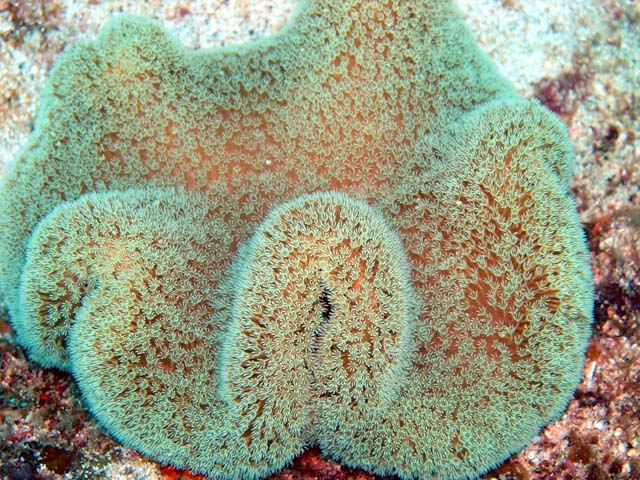
Unbestimmter Sarcophyton bei den Pulau Aur

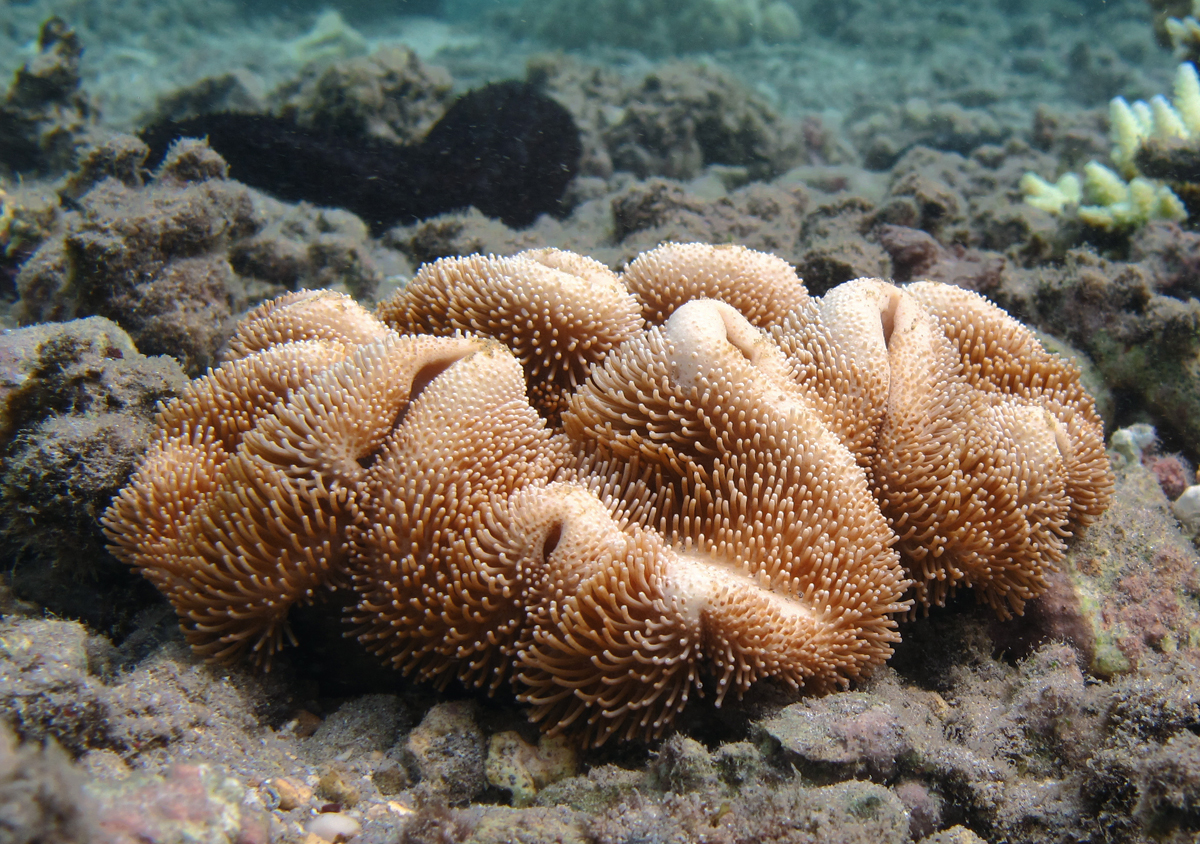
Sarcophyton trocheliophorum bei Réunion

- Sarcophyton acutangulum (Marenzeller, 1886)
- Sarcophyton acutum Tixier-Durivault, 1970
- Sarcophyton agaricum (Stimpson, 1855)
- Sarcophyton auritum Verseveldt & Benayahu, 1978
- Sarcophyton birkelandi Verseveldt, 1978
- Sarcophyton boettgeri Schenk, 1896
- Sarcophyton boletiforme Tixier-Durivault, 1958
- Sarcophyton buitendijki Verseveldt, 1982
- Sarcophyton cherbonnieri Tixier-Durivault, 1958
- Sarcophyton cinereum Tixier-Durivault, 1946
- Sarcophyton contortum Pratt, 1905
- Sarcophyton cornispiculatum Verseveldt, 1971
- Sarcophyton crassocaule Moser, 1919
- Sarcophyton crassum Tixier-Durivault, 1946
- Sarcophyton digitatum Moser, 1919
- Sarcophyton ehrenbergi (Marenzeller, 1886)
- Sarcophyton elegans Moser, 1919
- Sarcophyton expandum Kõlliker
- Sarcophyton flexuosum Tixier-Durivault, 1966
- Sarcophyton furcatum Li, 1984
- Sarcophyton gemmatum Verseveldt & Benayahu, 1978
- Sarcophyton glaucum (Quoy & Gaimard, 1833)
- Sarcophyton griffini Moser, 1919
- Sarcophyton infundibuliforme Tixier-Durivault, 1958
- Sarcophyton latum (Dana, 1846)
- Sarcophyton mililatensis Verseveldt & Tursch, 1979
- Sarcophyton minusculum Samimi Namin & van Ofwegen, 2009
- Sarcophyton nanwanensis Benayahu & Perkol-Finkel, 2004
- Sarcophyton nigrum May, 1899
- Sarcophyton pauciplicatum Verseveldt & Benayahu, 1978
- Sarcophyton portentosum Tixier-Durivault, 1970
- Sarcophyton pulchellum (Tixier-Durivault, 1957)
- Sarcophyton regulare Tixier-Durivault, 1946
- Sarcophyton roseum Pratt, 1903
- Sarcophyton serenei Tixier-Durivault, 1958
- Sarcophyton solidum Tixier-Durivault, 1958
- Sarcophyton spinospiculatum Alderslade & Shirwaiker, 1991
- Sarcophyton spongiosum Thomson & Dean, 1931
- Sarcophyton stellatum Kükenthal, 1910
- Sarcophyton stolidotum Verseveldt, 1971
- Sarcophyton subviride Tixier-Durivault, 1958
- Sarcophyton tenuispiculatum (Thomson & Dean, 1931)
- Sarcophyton tortuosum Tixier-Durivault, 1946
- Sarcophyton trocheliophorum Von Marenzeller, 1886
- Sarcophyton tumulosum Benayahu & van Ofwegen, 2009
- Sarcophyton turschi Verseveldt, 1976